# Тоони
То́они (эст. Tooni), также То́ни —  деревня в волости Тарту уезда Тартумаа, Эстония.
До административной реформы местных самоуправлений Эстонии 2017 года входила в состав волости Пийриссааре.

## География и описание
Расположена на острове Пийрисар в Чудском озере. В Тоони располагалась волостная управа бывшей волости Пийриссааре, пограничный кордон и пристань у искусственного канала. В деревне находится пустующая из-за отсутствия прихожан апостольская православная церковь. Кроме Тоони на острове Пийрисар есть ещё 2 маленькие деревни: Пийри и Сааре.
Климат умеренный. Официальный язык — эстонский. Почтовый индекс — 62603.

## Население
По данным переписи населения 2021 года, в Тоони насчитывалось 8 жителей, из них 3 (37,5 %) — эстонцы.
По данным переписи населения 2011 года в деревне проживали 11 человек, эстонцев среди них не было.

## История
В письменных источниках 1855–1859 годов упоминается Тони, 1882 года — Tooni. Деревня до создания Первой Эстонской Республики входила в состав Санкт-Петербургской губернии.

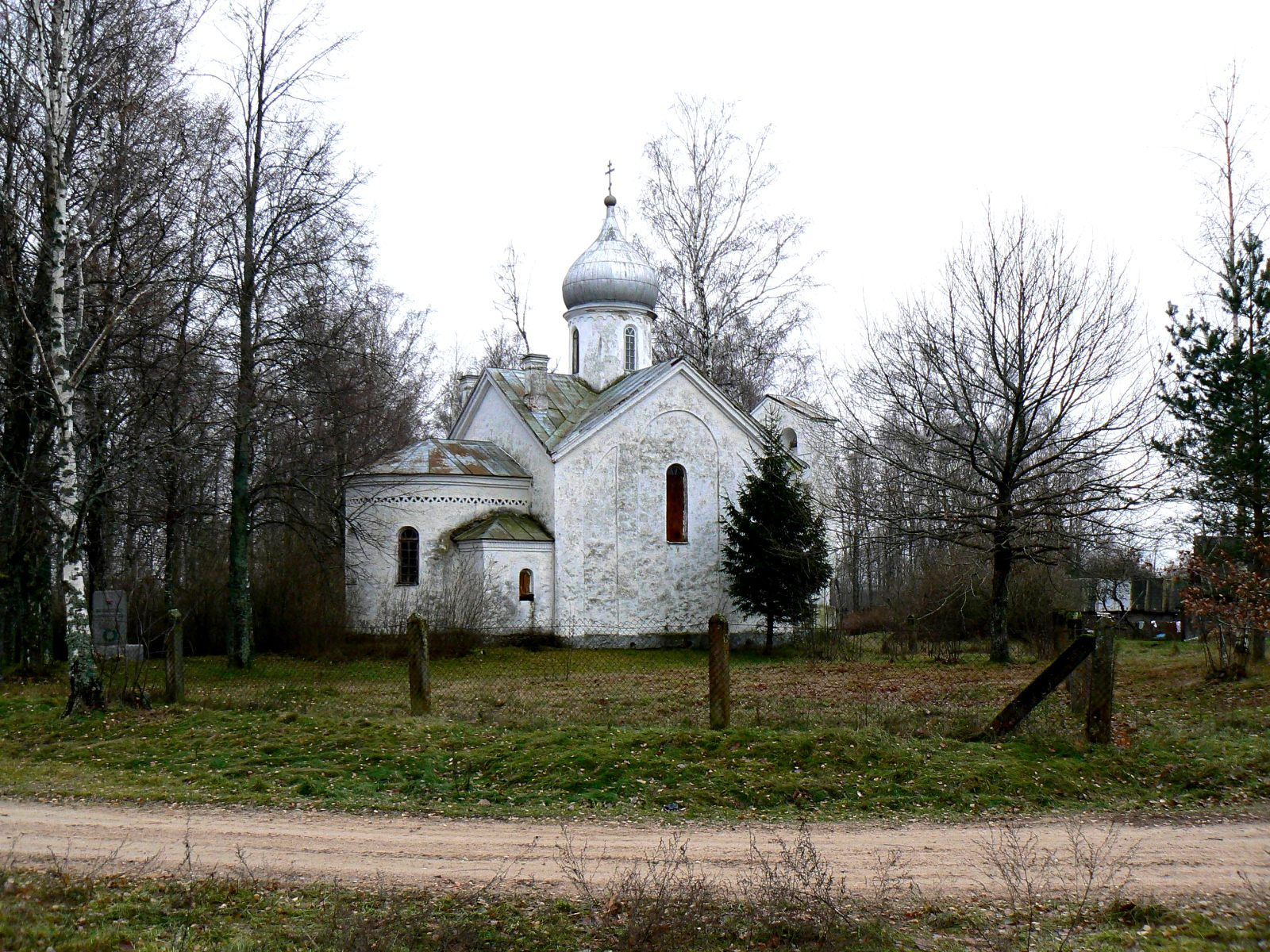
Храм Святых Апостолов Петра и Павла на Пийрисаре
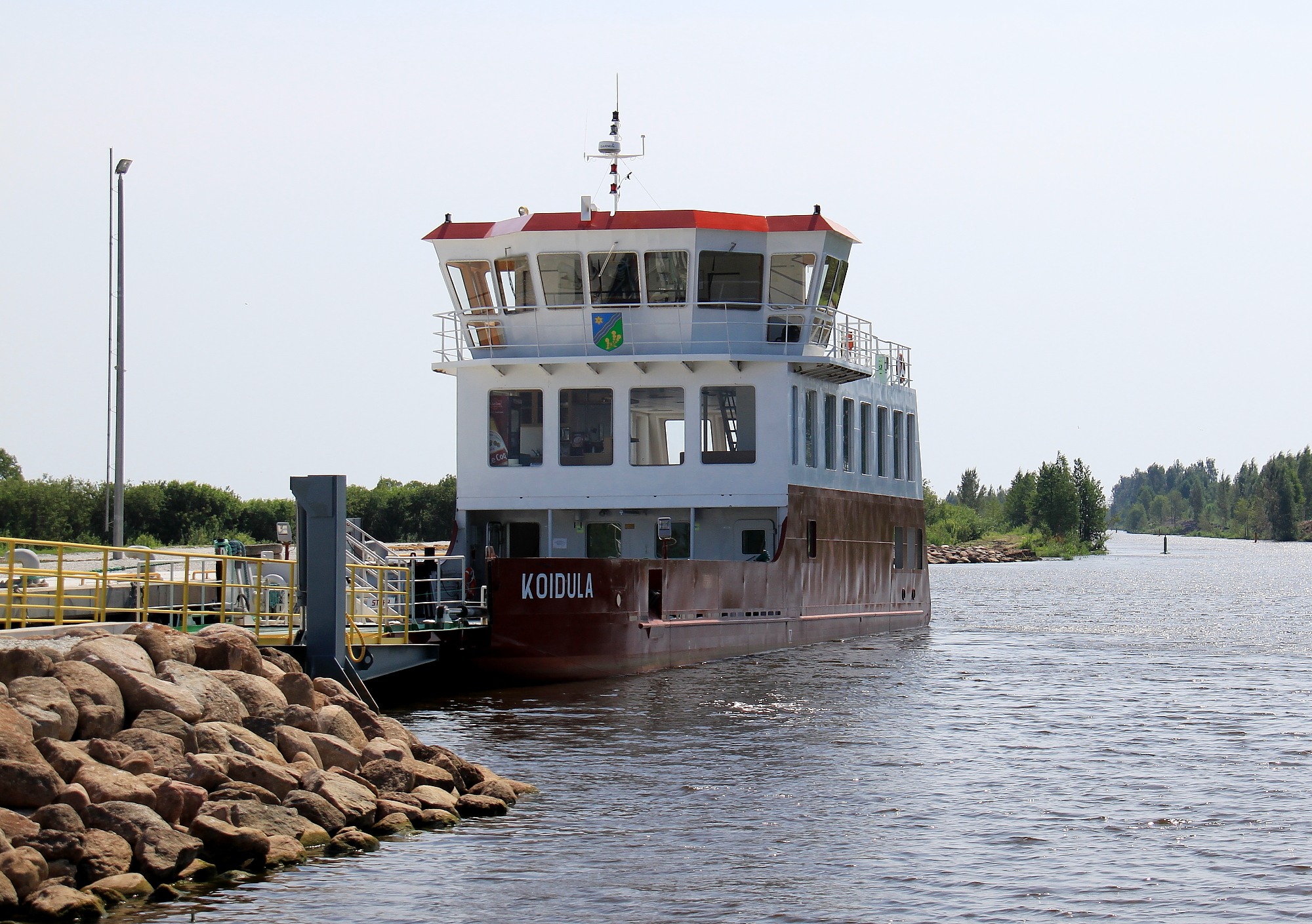
паром Койдула у пристани в Тоони